# Dinko Vitezić
Dinko Vitezić (24. července 1822 Vrbnik – 25. prosince 1904 Krk) byl rakouský právník a politik chorvatské národnosti z Istrie respektive severní Dalmácie, v 2. polovině 19. století poslanec Říšské rady.

## Biografie
Studoval práva na Vídeňské univerzitě a Padovské univerzitě, kde v roce 1847 získal titul doktora práv. V letech 1848–1884 působil na finanční prokuratuře v Zadaru. V roce 1852 byl jmenován úředníkem pro Dalmácii a Přímoří na finanční prokuratuře. V roce 1855 se stal radou, roku 1882 vrchním radou a prokurátorem pro Dalmácii.
Angažoval se i v politice. Zasedal coby poslanec Říšské rady (celostátního parlamentu Předlitavska), kam nastoupil v prvních přímých volbách do Říšské rady roku 1873 za kurii venkovských obcí, obvod Pazin, Volosko, Cherson, Lošinj atd. Mandát obhájil ve volbách roku 1879 a volbách roku 1885. V roce 1873 se uvádí jako Dominik Vitezić, c. k. finanční rada, bytem Zadar. V roce 1873 zastupoval v parlamentu slovanský opoziční blok. Byl prvním poslancem zvoleným do Říšské rady v Istrii, který se hlásil k slovanskému federalistickému programu.
V roce 1878 se uvádí jako člen poslaneckého klubu pravého středu (tzv. Hohenwartův klub). V Hohenwartově klubu usedl i po volbách roku 1879. Národní listy ho tehdy označují za chorvatského národního poslance. V prosinci 1882 se přidal k nově ustavenému poslaneckému Coroniniho klubu, oficiálně nazývanému Klub liberálního středu, který byl orientován vstřícněji k vládě Eduarda Taaffeho. Po volbách do Říšské rady roku 1885 je opět uváděn coby člen Hohenwartova klubu.
V roce 1884 odešel do penze a založil si advokátní kancelář ve městě Krk. Byl aktivní v národních spolcích. Byl například členem čtenářského spolku v Zadaru. Podílel se na založení Matice dalmatské a časopisu Il Nazionale. V Krku byl po něm pojmenován místní Národní dům.
Zemřel v prosinci 1904.